# 钟苞麻花头
钟苞麻花头（学名：Serratula cupuliformis）为菊科麻花头属的植物，是中国的特有植物。分布在中国大陆的陕西、山西、黑龙江、辽宁、吉林等地，生长于海拔900米至2,000米的地区，常生于山坡草地与疏林下，目前尚未由人工引种栽培。